# Eda (gemeente)
Eda is een Zweedse gemeente in Värmland. De gemeente behoort tot de provincie Värmlands län. Ze heeft een totale oppervlakte van 900,9 km² en telde in 2004 8646 inwoners.
Als gevolg van de gemeentelijke herzieningen van 1971 werd de huidige gemeente Eda gevormd uit het "oude" Eda en de plaatsen Köla en Järnskog.

## Plaatsen
- Charlottenberg
- Åmotfors
- Koppom
- Eda glasbruk
- Flogned en Skarbol
- Adolfsfors en Köla
- Lässerud
- Eda
- Skillingsfors